# Resolutie 48/141 Algemene Vergadering Verenigde Naties
Resolutie 48/141 van de Algemene Vergadering van de Verenigde Naties werd op 20 december 1993 aangenomen door de Algemene Vergadering.

## Inhoud
Het Bureau van de Hoge Commissaris voor de Mensenrechten (OHCHR) (VN-Mensenrechten) is gemandateerd door de Algemene Vergadering van de VN om het genot en de volledige realisatie, door alle mensen, van alle mensenrechten te bevorderen en te beschermen. Het Handvest van de Verenigde Naties, de Universele Verklaring van de Rechten van de Mens en internationale mensenrechtenwetten en -verdragen legden die rechten vast.
VN-mensenrechten werden in 1993 door de Algemene Vergadering in het leven geroepen door middel van resolutie 48/141, waarin ook haar mandaat wordt beschreven.
VN-mensenrechten hebben als mandaat:
- Bevorder en bescherm alle mensenrechten voor iedereen
- Aanbevelen dat organen van het VN-systeem de bevordering en bescherming van alle mensenrechten verbeteren
- Het recht op ontwikkeling bevorderen en beschermen
- Technische bijstand verlenen aan staten voor mensenrechtenactiviteiten
- Coördineren van VN-programma's voor mensenrechteneducatie en publieksvoorlichting
- Actief werken aan het wegnemen van obstakels voor de realisatie van mensenrechten en het voorkomen van de voortzetting van mensenrechtenschendingen
- Ga in dialoog met regeringen om de eerbiediging van alle mensenrechten te waarborgen
- Versterking van de internationale samenwerking voor de bevordering en bescherming van alle mensenrechten
- Coördineren van activiteiten ter bevordering en bescherming van de mensenrechten in het hele systeem van de Verenigde Naties
- Rationaliseren, aanpassen, versterken en stroomlijnen van het VN-mensenrechtenapparaat

Lijst ·  48/1 ·  48/2 ·  48/3 ·  48/4 ·  48/5 ·  48/6 ·  48/7 ·  48/8 ·  48/9 ·  48/10 ·  48/11 ·  48/12 ·  48/13 ·  48/14 ·  48/15 ·  48/16 ·  48/17 ·  48/18 ·  48/19 ·  48/20 ·  48/21 ·  48/22 ·  48/23 ·  48/24 ·  48/25 ·  48/26 ·  48/27 ·  48/28 ·  48/29 ·  48/30 ·  48/31 ·  48/32 ·  48/33 ·  48/34 ·  48/35 ·  48/36 ·  48/37 ·  48/38 ·  48/39 ·  48/40 ·  48/41 ·  48/42 ·  48/43 ·  48/44 ·  48/45 ·  48/46 ·  48/47 ·  48/48 ·  48/49 ·  48/50 ·  48/51 ·  48/52 ·  48/53 ·  48/54 ·  48/55 ·  48/56 ·  48/57 ·  48/58 ·  48/59 ·  48/60 ·  48/61 ·  48/62 ·  48/63 ·  48/64 ·  48/65 ·  48/66 ·  48/67 ·  48/68 ·  48/69 ·  48/70 ·  48/71 ·  48/72 ·  48/73 ·  48/74 ·  48/75 ·  48/76 ·  48/77 ·  48/78 ·  48/79 ·  48/80 ·  48/81 ·  48/82 ·  48/83 ·  48/84 ·  48/85 ·  48/86 ·  48/87 ·  48/88 ·  48/89 ·  48/90 ·  48/91 ·  48/92 ·  48/93 ·  48/94 ·  48/95 ·  48/96 ·  48/97 ·  48/98 ·  48/99 ·  48/100 ·  48/101 ·  48/102 ·  48/103 ·  48/104 ·  48/105 ·  48/106 ·  48/107 ·  48/108 ·  48/109 ·  48/110 ·  48/111 ·  48/112 ·  48/113 ·  48/114 ·  48/115 ·  48/116 ·  48/117 ·  48/118 ·  48/119 ·  48/120 ·  48/121 ·  48/122 ·  48/123 ·  48/124 ·  48/125 ·  48/126 ·  48/127 ·  48/128 ·  48/129 ·  48/130 ·  48/131 ·  48/132 ·  48/133 ·  48/134 ·  48/135 ·  48/136 ·  48/137 ·  48/138 ·  48/139 ·  48/140 ·  48/141 ·  48/142 ·  48/143 ·  48/144 ·  48/145 ·  48/146 ·  48/147 ·  48/148 ·  48/149 ·  48/150 ·  48/151 ·  48/152 ·  48/153 ·  48/154 ·  48/155 ·  48/156 ·  48/157 ·  48/158 ·  48/159 ·  48/160 ·  48/161 ·  48/162 ·  48/163 ·  48/164 ·  48/165 ·  48/166 ·  48/167 ·  48/168 ·  48/169 ·  48/170 ·  48/171 ·  48/172 ·  48/173 ·  48/174 ·  48/175 ·  48/176 ·  48/177 ·  48/178 ·  48/179 ·  48/180 ·  48/181 ·  48/182 ·  48/183 ·  48/184 ·  48/185 ·  48/186 ·  48/187 ·  48/188 ·  48/189 ·  48/190 ·  48/191 ·  48/192 ·  48/193 ·  48/194 ·  48/195 ·  48/196 ·  48/197 ·  48/198 ·  48/199 ·  48/200 ·  48/201 ·  48/202 ·  48/203 ·  48/204 ·  48/205 ·  48/206 ·  48/207 ·  48/208 ·  48/209 ·  48/210 ·  48/211 ·  48/212 ·  48/213 ·  48/214 ·  48/215 ·  48/216 ·  48/217 ·  48/218 ·  48/219 ·  48/220 ·  48/221 ·  48/222 ·  48/223 ·  48/224 ·  48/225 ·  48/226 ·  48/227 ·  48/228 ·  48/229 ·  48/230 ·  48/231 ·  48/232 ·  48/233 ·  48/234 ·  48/235 ·  48/236 ·  48/237 ·  48/238 ·  48/239 ·  48/240 ·  48/241 ·  48/242 ·  48/243 ·  48/244 ·  48/245 ·  48/246 ·  48/247 ·  48/248 ·  48/249 ·  48/250 ·  48/251 ·  48/252 ·  48/253 ·  48/254 ·  48/255 ·  48/256 ·  48/257 ·  48/258 ·  48/259 ·  48/260 ·  48/261 ·  48/262 ·  48/263 ·  48/264 ·  48/265 ·  48/266 ·  48/267